# أغسطس فون ويل

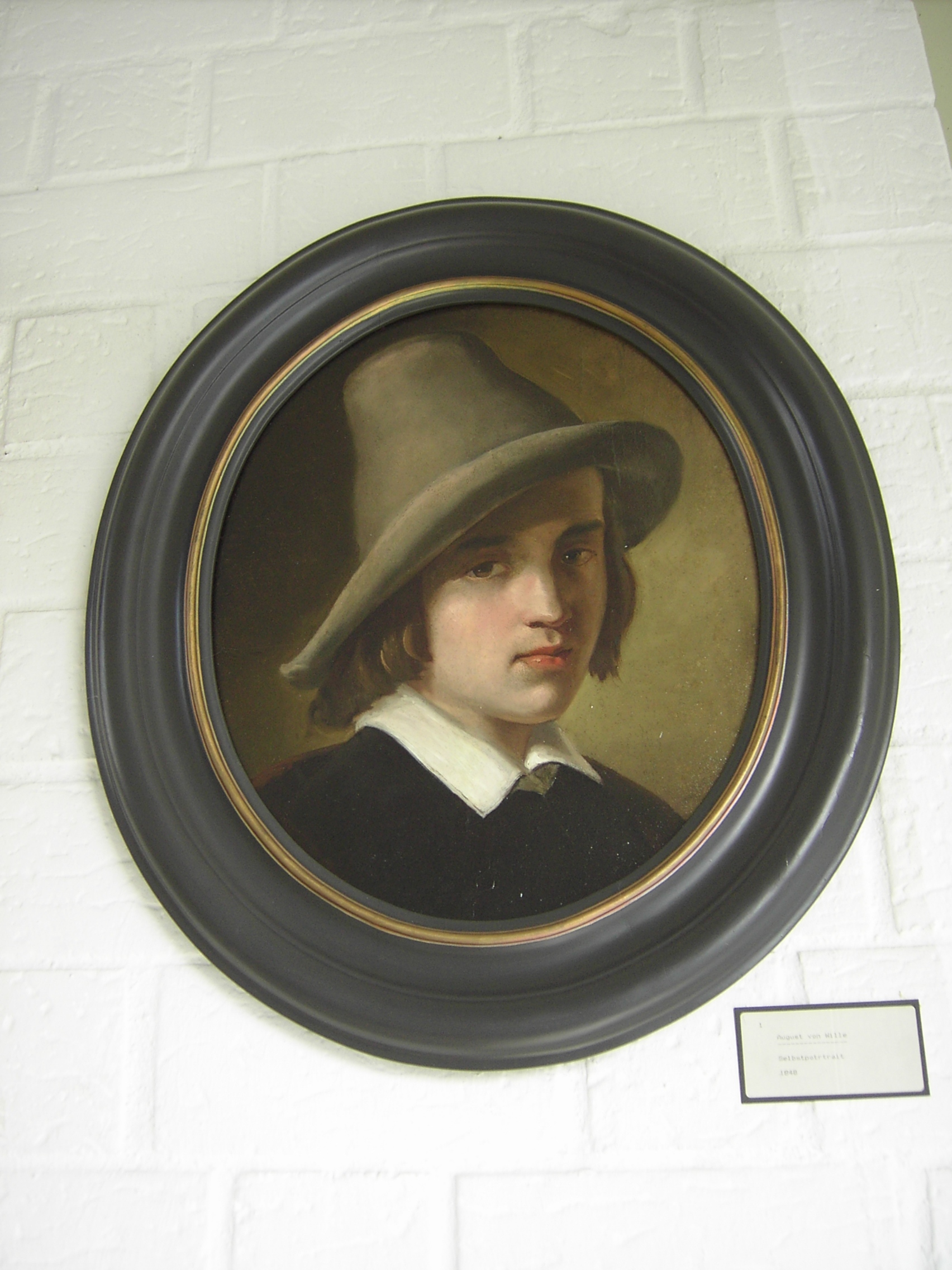
صورة ذاتية (1848) في متحف فريتز فون ويلي، بيتبرج

أوجست ليفين فون ويلي (بالألمانية: August von Wille)‏ (18 أبريل 1828، كاسل - 31 مارس 1887، دوسلدورف ) رسامً مناظر طبيعية ألماني وفنان.

## الحياة والعمل
لقد جاء من عائلة نشأت من النبلاء في عام 1780، وكان والده عضوًا في مجلس إدارة انتخابية هسن. من عام 1843 إلى عام 1847، درس في Kunsthochschule Kassel، ثم التحق بطبقة رسم المناظر الطبيعية لجوهان فيلهلم شيرمر في Kunstakademie Düsseldorf. من عام 1849، كان عضوا في جمعية الفنانين دوسلدورف Malkasten (Paintbox). بعض من أوائل أعماله المعروفة كانت، على نحو فعال، كاريكاتيرًا سياسيًا تم خلال ثورات 1848/1949.

## أعمال مختارة

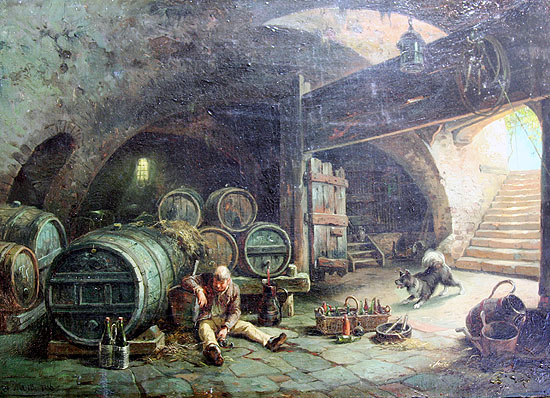
في قبو النبيذ (1886)
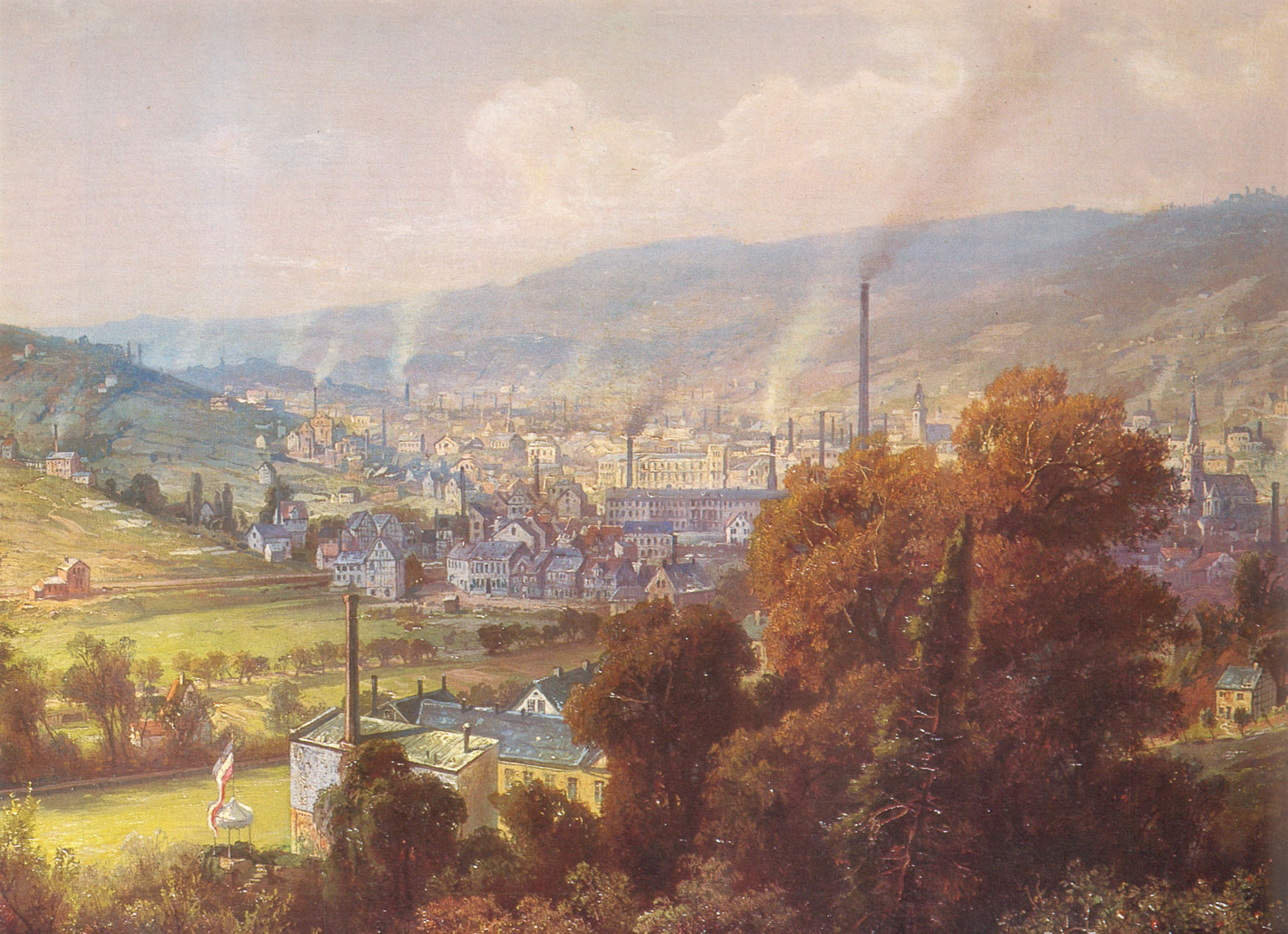
بارمن ، شوهد من إرينبرج (1870)
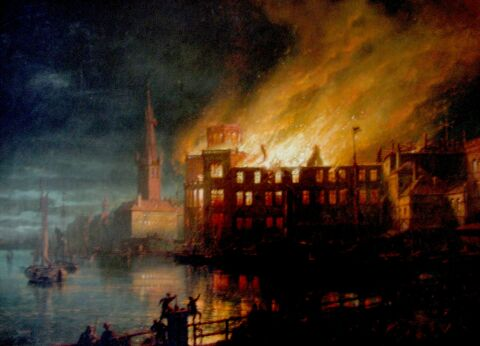
حرق Düsseldorfer Schloss [الإنجليزية]   [ de ] (1872)
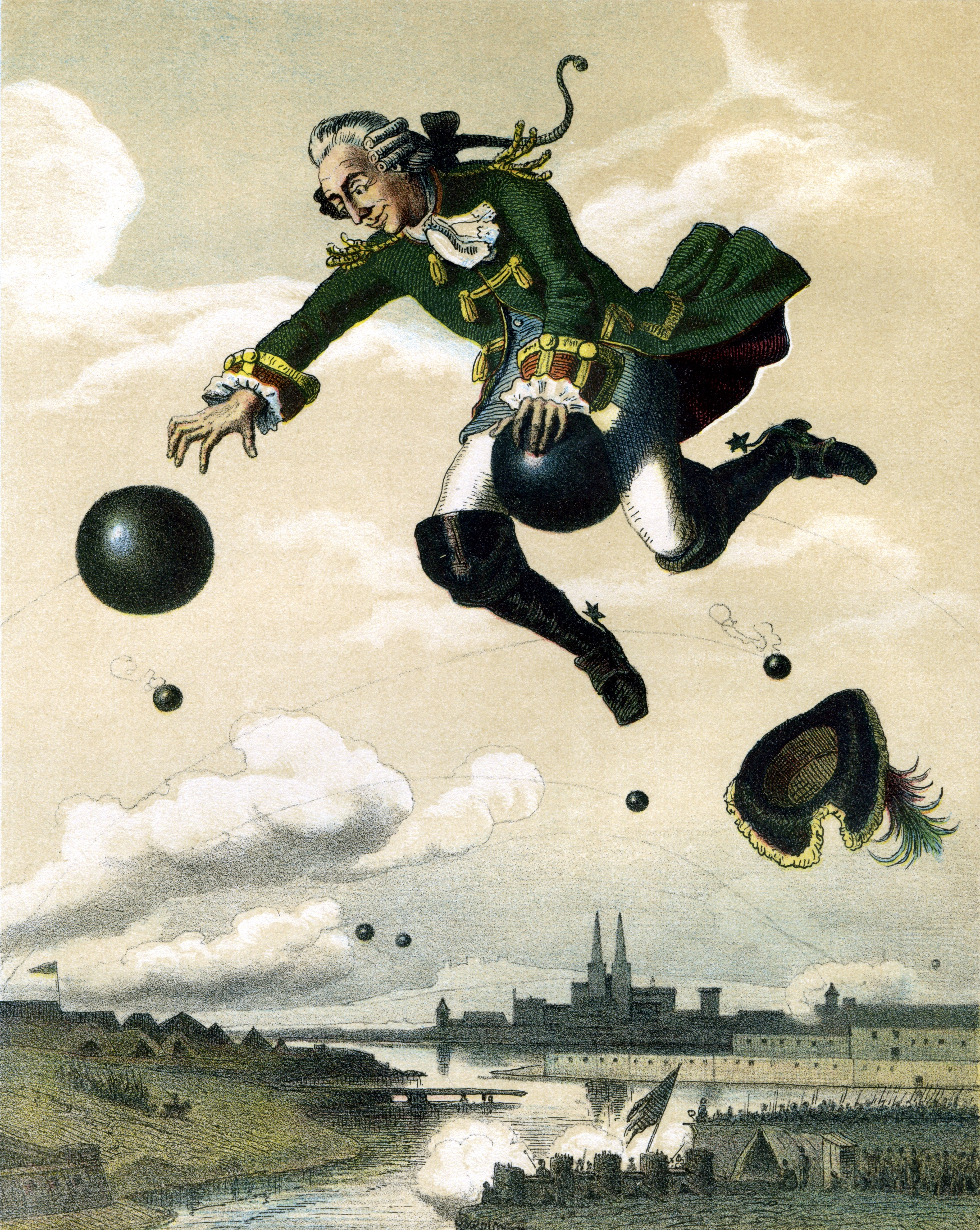
البارون مونشاوسن يركب قذيفة مدفعية (ما قبل 1872)

## الرسوم التوضيحية المختارة
رقمنة من قبل الجامعة ومكتبة ولاية دوسلدورف. يمكن العثور على المجموعة الكاملة في المقال المقابل على ويكيبيديا الألمانية.
- جوتفريد أوجوست بورجر: Baron Münchhausen's only true adventures at sea and on land, on horseback and on foot, in war and peace, in the air as well as in several corners of the world, newly written by Himself and provided with very whimsical drawings from nature recorded by the painter A. von Wille. - Düsseldorf : Arnz, 1856.
- ألبرت وولف: Schultze and Müller in the Orient : humorous images of war - Düsseldorf : Arnz, 1854.